# 観光公害
観光公害（かんこうこうがい）とは、観光がもたらす弊害を公害に譬えた表現である。

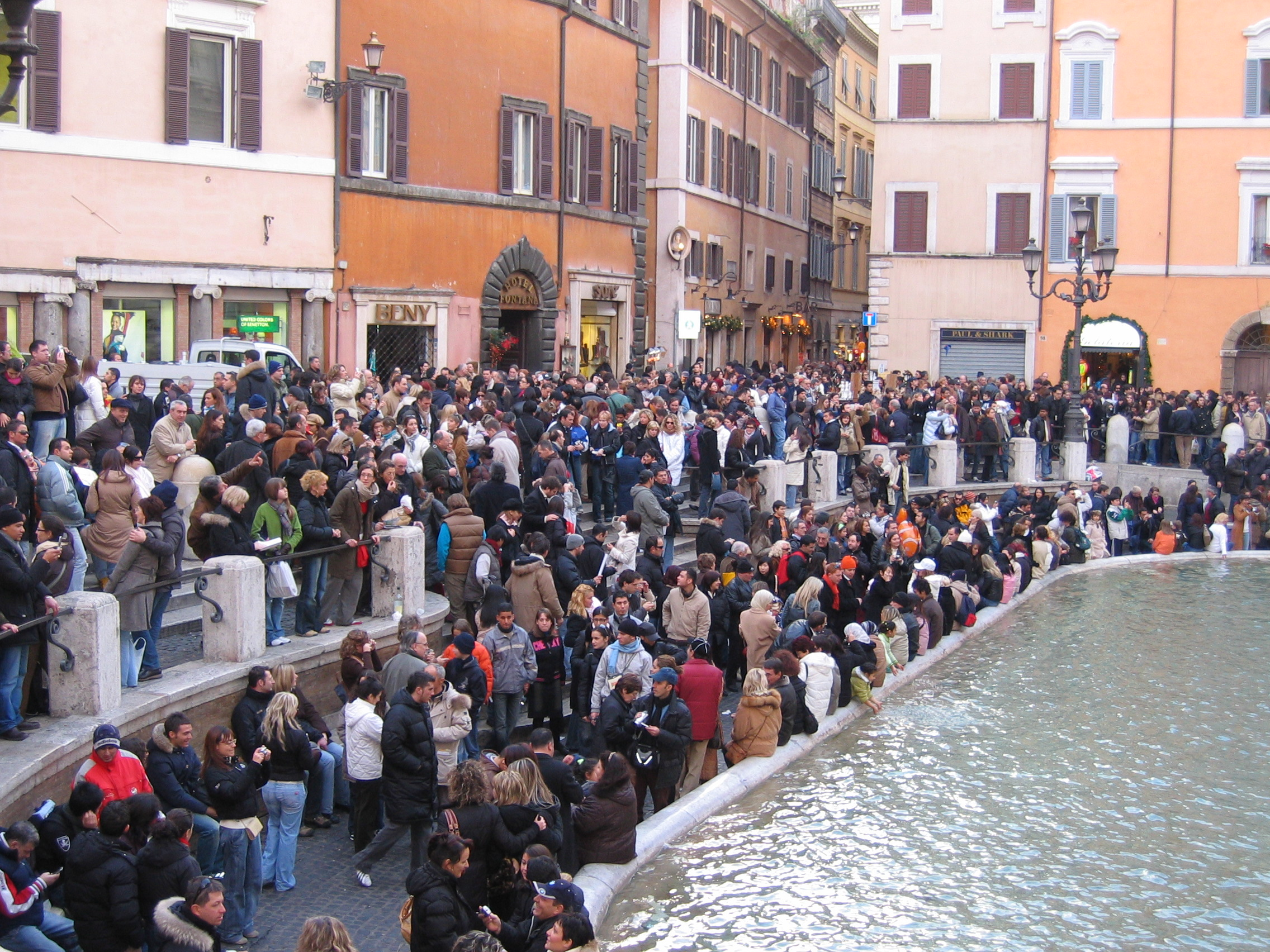
観光客で溢れかえるイタリア・ローマ

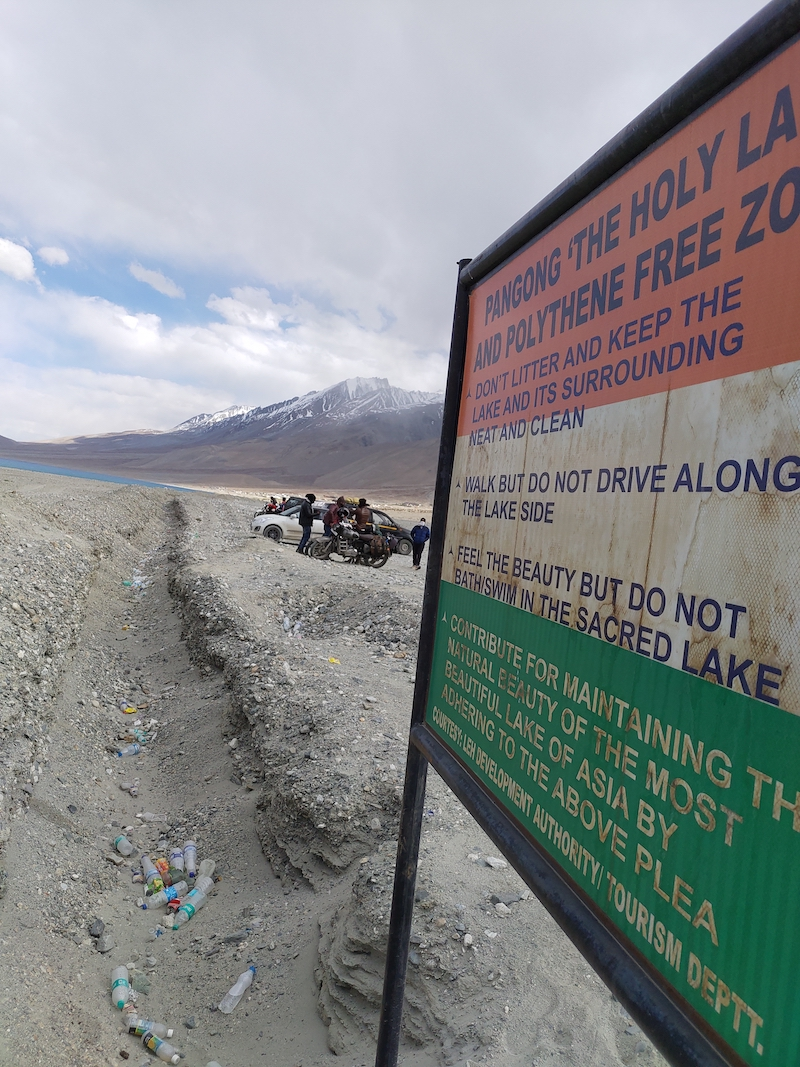
観光客がポイ捨てしたゴミと警告の看板

背景に、21世紀に入り観光産業が各国で拡大、世界の観光客数が1950年には2500万人から2019年には14億人をこえる等拡大を示していることがある。
具体的には、現地住民が文化的に受け入れがたい行為の横行、プライバシーの侵害、観光客受け入れのための開発に伴う環境破壊や景観破壊、公共の場所の過度な混雑、文化財や遺跡の想定を超えた傷みなどといったもののほか、車両の乗り入れによる震動・騒音・排気ガス・渋滞、ゴミのポイ捨て、その他様々なトラブルがありうる。近年、世界の観光地では、需要を見越して宿泊施設の過度な立地と投機的動きを招き、地価・賃料の高騰により経済力の低い住民の居住や地元商店活動の継続が困難になる面もみられる。
コロナ流行以前から観光公害に悩まされた世界の観光都市では、観光と地域住民生活の両立を図る理念を掲げて対策をとり、その実現を図るようになっていた。
日本語の「観光公害」を英語に翻訳すると"tourism pollution"（直訳で『観光汚染」）になるが、英語圏では「オーバーツーリズム」ほど一般的な言葉にはなっておらず、日本語でいう「観光公害」については「観光の影響」の範疇で語られている。

## 各国の事例

### 日本

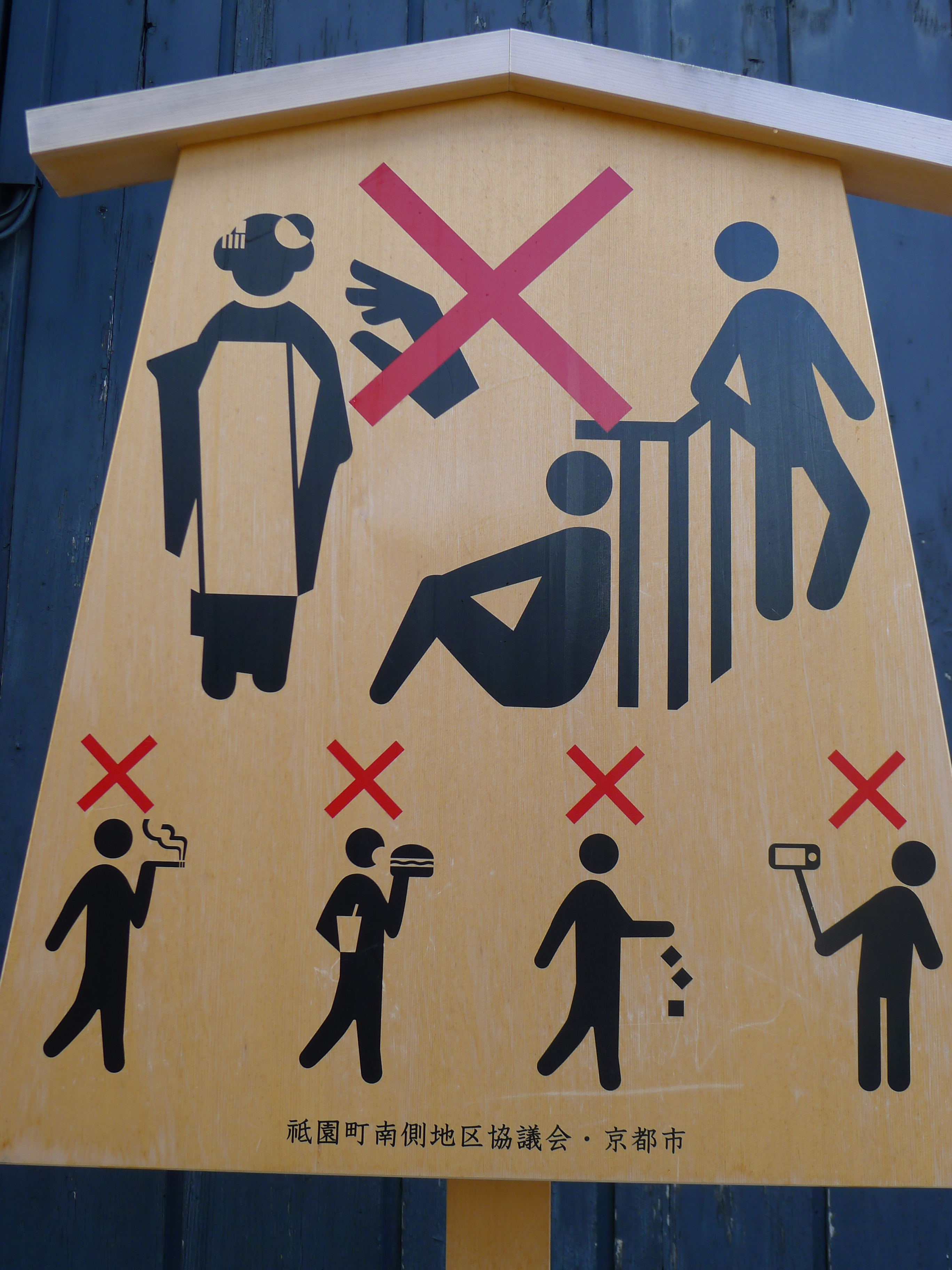
観光公害防止を呼び掛ける京都市のピクトグラム／2016年撮影。

日本においては、2010年代、ユネスコ世界遺産登録直後に見られる過度の訪問者数の増加が顕著化した。2020年から2023年までコロナ影響で観光客は減少したもののその後は回復、海外からのインバウンドも伸びている。白川郷・五箇山の合掌造り集落では前述のほぼ全ての事象が報告されている。富士山では登山者増加による環境負荷を危惧し、その抑制を講じることが登録条件の一つとされ、2016年2月までにイコモスへ対応策提出が求められていた。最終的にユネスコ世界遺産への推薦を取り下げた鎌倉も、イコモスによる現地視察調査のレポートで、慢性的な交通混雑が及ぼす文化財への影響を指摘され、「不登録」を勧告された。
北海道上川郡美瑛町の「哲学の木」は、美しい畑の景観の中に立つ見栄えのするセイヨウハコヤナギ（イタリアポプラ）の古木で、美瑛町の観光地としての知名度を向上させる存在となったが、その実態はいつ倒れてもおかしくない老木で、耕作期に倒れた場合の経済的損害は、土地所有者にとって無視できないものであった。しかしそれでも遠くから来た観光客が「この木を楽しんでくれている」ということで処分せずにいたところ、勧告を無視したマナーの悪い観光客による畑への侵入と踏み荒らしが目に余るようになり、いくら注意しても後を絶たない事態にまで陥ったことで、2016年2月24日、土地所有者は悩んだ末にやむなく木を倒すに至った。報道では伐採したことになっているが、伐るまでもなく簡単に倒壊したという。この件に関して観光公害に当たるのは、観光客が耕作地を踏み荒らし続けたことと、土地所有者の好意が踏みにじられたことに尽きる。そのほかには、当初の報道の誤りが正されないことによる齟齬が大きい。
京都市では、2015年の年間観光客数が過去最多の5,684万人に達したことを受け、翌2016年10月に宿泊施設の積極誘致の姿勢を示し、その後も訪日外国人の増加が続いたこともあって、客室数は当時の約3万室から、2019年3月現在で1.5倍以上に当たる約4万6,000室に増えたが、その反面、市中心部の急激な地価高騰や、観光客らによるゴミのポイ捨てや騒音などによる周辺住民とのトラブルも顕在化し（後述）、2019年11月には「市民の安心安全と地域文化の継承を重要視しない宿泊施設の参入」は望ましくないとして、事実上新規の宿泊施設の開業に歯止めを掛ける方針に転換するに至った。しかし、宿所への変更のためマンションの立ち退きを迫り、供給されるマンションは希少で一般人が買える値段ではなくなり、若者の転出超過が止まらず税収が悪化し財政は苦境に陥っている。ほかには、観光客の過度な集中を避けるように、観光場所の分散や時間・時期の分散などの取り組みもすでに実施している。さらに、舞妓を無断に追いかけまわし撮影するパパラッチ行為なども問題視されている。
問題が長期化する中で観光客に対して様々な手段での呼びかけが行われてきたが、解決には至っておらず、現在はスマートフォンを活用した「共存」と「通報」の2つの方法が試みられている。

### スペイン
スペインの一大観光都市であるバルセロナには、2010年代後期の時点で年間約3200万人の観光客が訪れる一方、それを受け入れる約7000軒の違法民泊があるといわれており、ホテルの経営に影響が出ているほか、安価な違法民泊によってバルセロナの観光収入も少なくなってしまうことが問題になっている。加えて、違法民泊への参入者によって地価や家賃などが上昇する事態となっている。地価・賃料の高騰により住民・商店の追い出し・入れ替わりが発生、それに抵抗するための住民運動も発生している。本来は地元住民の生活のための場であったボケリア市場があまりに観光化したり、有名公園に入場制限が課されるなどの事態が発生している。

### イタリア
北イタリアのヴェネツィアでは、2010年代後期の時点で年間約2200万人の観光客が訪れ、地価や家賃の高騰、ホテルの増加による住宅エリアの縮小化などが発生している。また、ヴェネツィアでは巨大クルーズ客船が寄港して観光客が2〜3時間程度観光をするスタイルが多く、地元では混雑などの負担が生じる割に観光客の滞在時間は短く宿泊地にもなっていないため、稼げないとして住民の不満が出ており、巨大クルーズ客船の乗り入れの制限が議論されている。2024年6月から、1団体当たり25人までとし、拡声器を「混乱を引き起こす可能性がある」として禁止とした。また、繁忙期に日帰り観光客へ入場料5ユーロを徴収の試験的な運用が行われた。
ポルトフィーノでは、2023年のイースターの時期から10月まで、正午から午後6時まで自撮りを行うために立ち止まった場合に渋滞になるため最高で280ユーロの罰金を徴収するようにした（特定の場所での自撮り制限は米国、フランス、イギリスでも行われている）。
2024年11月15日からポンペイ考古学公園では、遺跡の保護と安全確保のため観光客の受け入れを1日2万人の制限とした。

### サウジアラビア
サウジアラビアがイスラム教の聖地（メッカとメディナ）を有することから、異教徒が大挙押しかけることで公序良俗が乱れることを嫌い、観光客の入国を制限している。

### 中南米
ペルーにあるインカ帝国の遺跡都市マチュ・ピチュでは、入域を2017年に午前と午後の二部制にしたが、観光客の増加に歯止めがかからず、2019年1月から時間帯をさらに細分化し、上限を4時間とした。
太平洋南東のイースター島は、2018年8月、滞在上限日数を30日間と従来の3分の1に短縮した。また、ガラパゴス諸島や大西洋の孤島フェルナンド・デ・ノローニャでも入域制限を求める議論が起きている。

## 派生語
前述のようにユネスコ世界遺産登録地における観光公害を、登録を認定する"UNESCO"（ユネスコ）と「〜を殺すこと（killing）」「〜を殺す者（killer）」を意味する英語接尾辞（フランス語でもスペルは同じ）"-cide"を合成した"UNESCO-cide"、"Unesco-cide"、"Unescocide"という造語まで登場した。この造語は「ユネスコによって殺される」という意味だというのであるが、ここに示したように"-cide"には「〜によって殺される」「〜による殺し」という語意は無く、従来の語意の通りであれば「ユネスコを殺すこと」「ユネスコ殺し」の意になってしまうため、合成語として乱暴な造りではある。

## オーバーツーリズム

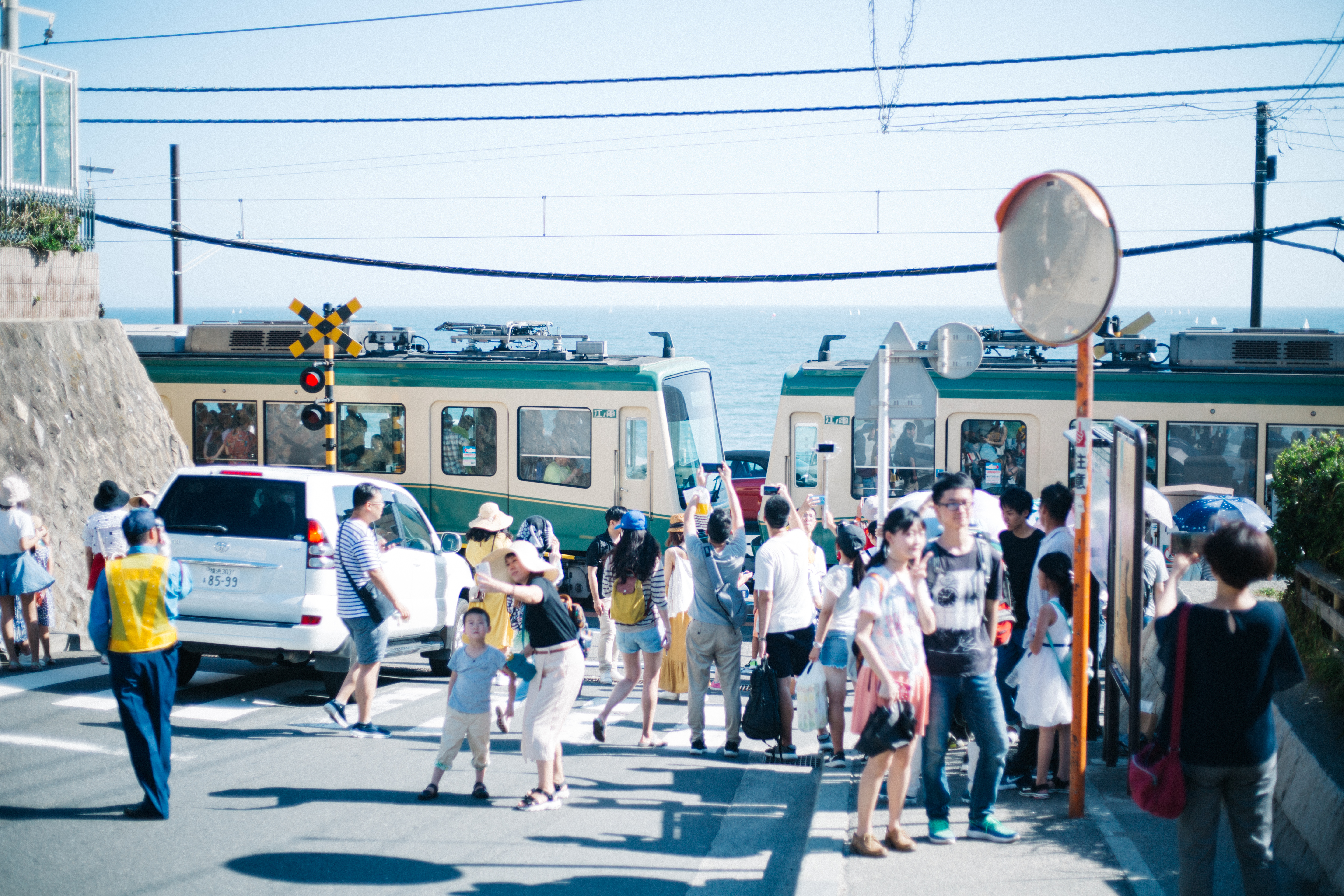
鎌倉高校前1号踏切はアニメ版『SLAM DUNK』のオープニングシーンに登場することから観光客が集中し、観光客の住宅への侵入、ゴミの放置、車道に出て写真撮影する観光客により車が進めない、など問題が多数発生している。

過度な観光客の集中は「オーバーユース（cf.wikt）」ともいうが、これによって観光地への負荷が懸念される事態の生じることがあり、これを指して「オーバーツーリズム（英: overtourism）」ともいう。世界観光機関（UNWTO）では、これを観光地、そこに暮らす住民の生活の質、訪問旅行者の体験の質に、観光自体が過度に負の影響を与える状態と定義している。
例えば21世紀初期、ユネスコの世界遺産に関して、ユネスコやイコモスは登録条件として、観光客抑制案の提示を対象物件の管理者に対して求めるようになった。
日本の登録物件の中から一つ例を挙げるなら、富士山の登山者数抑制とその実効性・監視体制が求められている。また、2018年度の京都市では、インバウンド消費の成果が上がりすぎて、街が訪日外国人旅行客で溢れかえる状況になり、宿泊施設の予約を満足に取れなくなったり、京都に期待する“まったり”した雰囲気が失われてしまったため、従来の日本人観光客が敬遠して来なくなってしまった。ほかにも、
- 狭い道で混雑しているなか、平気で食べ歩きをする[23]
- 日本の厳しいゴミ対策に馴染みのない観光客による、ゴミのポイ捨てや不分別が目に余る[23]
- 公共施設内の敷地や商店と、民家や私有地の区別がつかない観光客が、民家や私有地に不法侵入して勝手な振る舞いをする[23]

など、様々な問題が噴出している実態が明らかとなった。

### 対策
具体的な対策として、観光地域・観光施設の入場制限、宿泊施設の立地規制・総量規制、入場料（入域料）・宿泊税・観光税を徴収する例等がある。
世界観光機関（UNWTO）は11の対策を提案しており、以下に引用する。
1. 都市内外での訪問客の分散を促進する
2. 時間による訪問客の分散を促進する
3. 訪問客の新たな旅行ルートと名所を活性化させる
4. 規制を再検討し、調整する
5. 訪問客のセグメンテーションを強化する
6. 確実に地域のコミュニティが観光から利益を得られるようにする
7. 住民と訪問客双方の利益になる都市体験を創出する
8. 都市のインフラと設備を改善する
9. 地域の利害関係者と意思の疎通を図り、関与してもらう
10. 訪問客と意思の疎通を図り、関与してもらう
11. モニタリングと対策の手段を定める

## 行くべきではない観光地
上掲の観光公害・オーバーツーリズムは新型コロナウイルス感染症の流行によって解消された。しかし、2022年になり各国で行動規制緩和が進み、一部の観光地では観光公害が再燃しつつある。特に日本では観光関連支援策としてGo Toキャンペーンや全国旅行支援の実施により特定地域に過度の過密集中が発生した。こうした状況を鑑み、第42回世界遺産委員会・第43回世界遺産委員会において持続可能な観光を協議する分科会に招聘されたイギリスのFodor'sがユネスコの意向を受けて「2023年に行くべきでない観光地」（英語原文表題は「No List」）を発表するに至った。そこでは第44回世界遺産委員会で危機遺産指定審査をうけたイタリアのヴェネツィアについて、危機遺産にしないために行くべきではないとした他、同じイタリアのアマルフィ海岸やイギリスのコーンウォールなどの人気がある定番観光地、さらに水不足が懸念されることから観光客に自粛を求めるべき場所としてアメリカのハワイ火山国立公園（マウイ島）やドイツのライン渓谷中流上部といった多くの世界遺産が含まれている。